# Развој светског рекорда у скоку увис у дворани за жене
Први светски рекорд у скоку увис на отвореном за жене признат је од ИААФ (International Association of Athletics Federations – Међународна атлетска федерација), 1892. године.
Закључно са 31. 1. 2018. ИААФ је ратификовала 4 светска рекорда за жене у дворани. Резултати су исказани у метрима.

## Рекорди скока увис
Рекорди ратификовани од ИААФ-а
| Време | Атлетичарка        | Држава           | Место                           | Датум              | Бр. | Трајање                        |
| ----- | ------------------ | ---------------- | ------------------------------- | ------------------ | --- | ------------------------------ |
| 1,24  | Мери Хелена Ричи   | Сједињене Државе | Bryn Mawr, САД                  | 9. април 1892.     | 1   | 0—1 године                     |
| 1,32  | Клара Хајнеман     | Велика Британија | Лондон, Уједињено Краљевство    | март 1893.         | 1   | 18—19 године                   |
| 1,403 | Дороти Смит        | Сједињене Државе | Покипси, САД                    | 1911.              | 1   | 12—13 године                   |
| 1,42  | Гертруд Деринг     | Немачка          | Берлин, Немачка                 | 13. јануар 1924.   | 1   | 2 месеца и 6 дана              |
| 1,42  | Катарина Ли        | Сједињене Државе | Чикаго, САД                     | 19. март 1924.     | 1   | 2 месеца и 6 дана              |
| 1,49  | Катарина Ли        | Сједињене Државе | Чикаго, САД                     | 19. март 1924.     | 2   | 3 године, 9 месеци и 29 дана   |
| 1,49  | Инес Брамли        | Канада           | Торонто, Канада                 | 28. март 1925.     | 1   | 3 године, 9 месеци и 29 дана   |
| 1,505 | Милдред Вајли      | Сједињене Државе | Roxbury, САД                    | 17. јануар 1928.   | 1   | 30 дана                        |
| 1,517 | Милдред Вајли      | Сједињене Државе | Бостон, САД                     | 16. фебруар 1928.  | 2   | 23 дана                        |
| 1,524 | Милдред Вајли      | Сједињене Државе | Бостон, САД                     | 10. март 1928.     | 3   | 11 месеци и 2 дана             |
| 1,527 | Џин Шајли          | Сједињене Државе | Филаделфија, САД                | 12. фебруар 1929.  | 1   | 1 месец и 18 дана              |
| 1,53  | Џин Шајли          | Сједињене Државе | Бостон, САД                     | 30. март 1929.     | 2   | 0 дана                         |
| 1,53  | Милдред Вајли      | Сједињене Државе | Бостон, САД                     | 30. март 1929.     | 4   | 0 дана                         |
| 1,575 | Џин Шајли          | Сједињене Државе | Бостон, САД                     | 30. март 1929.     | 3   | 0 дана                         |
| 1,603 | Џин Шајли          | Сједињене Државе | Бостон, САД                     | 30. март 1929.     | 4   | 1 година и 20 дана             |
| 1,613 | Џин Шајли          | Сједињене Државе | Бостон, САД                     | 19. април 1930.    | 5   | 20—21 године                   |
| 1,63  | Александра Чудина  | Совјетски Савез  | Москва, Совјетски Савез         | 1951.              | 4   | 1—2 године                     |
| 1,64  | Наталија Косова    | Совјетски Савез  | Москва, Совјетски Савез         | април 1953.        | 1   | 7 месеци                       |
| 1,67  | Шејла Лервил       | Велика Британија | Вембли, Уједињено Краљевство    | 13. новембар 1953. | 1   | 4 године, 2 месеца и 5 дана    |
| 1,70  | Људмила Набатова   | Совјетски Савез  | Оренбург, Совјетски Савез       | 18. јануар 1958.   | 1   | 16 дана                        |
| 1,70  | Таисја Ченчик      | Совјетски Савез  | Чељабинск, Совјетски Савез      | 21. јануар 1958.   | 1   | 16 дана                        |
| 1,755 | Таисја Ченчик      | Совјетски Савез  | Лењинград, Совјетски Савез      | 3. фебруар 1958.   | 2   | 3 године и 23 дана             |
| 1,77  | Јоланда Балаш      | Румунија         | Источни Берлин, Источна Немачка | 26. фебруар 1961.  | 1   | 20 дана                        |
| 1,80  | Јоланда Балаш      | Румунија         | Лењинград, Совјетски Савез      | 18. март 1961.     | 2   | 0 дана                         |
| 1,83  | Јоланда Балаш      | Румунија         | Лењинград, Совјетски Савез      | 18. март 1961.     | 3   | 0 дана                         |
| 1,86  | Јоланда Балаш      | Румунија         | Лењинград, Совјетски Савез      | 18. март 1961.     | 4   | 8 година, 11 месеци и 11 дана  |
| 1,87  | Илона Гузенбауер   | Аустрија         | Беч, Аустрија                   | 6. фебруар 1970.   | 1   | 1 месец и 9 дана               |
| 1,88  | Илона Гузенбауер   | Аустрија         | Беч, Аустрија                   | 6. фебруар 1970.   | 2   | 1 година, 11 месеци и 10 дана  |
| 1,88  | Рита Шмид          | Источна Немачка  | Источни Берлин, Источна Немачка | 30. јануар 1972.   | 1   | 1 година, 11 месеци и 10 дана  |
| 1,89  | Илона Гузенбауер   | Аустрија         | Беч, Аустрија                   | 25. фебруар 1972.  | 3   | 16 дана                        |
| 1,90  | Рита Шмид          | Источна Немачка  | Гренобл, Француска              | 12. март 1972.     | 2   | 10 месеци и 16 дана            |
| 1,91  | Роземари Акерман   | Источна Немачка  | Источни Берлин, Источна Немачка | 28. јануар 1973.   | 1   | 1 месец и 11 дана              |
| 1,91  | Јорданка Благоева  | Бугарска         | Софија, Бугарска                | 18. фебруар 1973.  | 1   | 1 месец и 11 дана              |
| 1,92  | Јорданка Благоева  | Бугарска         | Ротердам, Холандија             | 11. март 1973.     | 2   | 1 година, 10 месеци и 29 дана  |
| 1,92  | Рита Шмид          | Источна Немачка  | Софија, Бугарска                | 17. фебруар 1974.  | 3   | 1 година, 10 месеци и 29 дана  |
| 1,92  | Роземари Акерман   | Источна Немачка  | Источни Берлин, Источна Немачка | 9. фебруар 1975.   | 2   | 1 година, 10 месеци и 29 дана  |
| 1,94  | Роземари Акерман   | Источна Немачка  | Источни Берлин, Источна Немачка | 9. фебруар 1975.   | 3   | 2 године и 25 дана             |
| 1,95  | Роземари Акерман   | Источна Немачка  | Источни Берлин, Источна Немачка | 6. март 1977.      | 4   | 4 године, 10 месеци и 11 дана  |
| 1,95  | Сара Симеони       | Италија          | Каунас, Совјетски Савез         | 23. фебруар 1978.  | 1   | 4 године, 10 месеци и 11 дана  |
| 1,95  | Андреа Матаи       | Мађарска         | Будимпешта, Мађарска            | 31. јануар 1979.   | 1   | 4 године, 10 месеци и 11 дана  |
| 1,96  | Андреа Матаи       | Мађарска         | Будимпешта, Мађарска            | 17. фебруар 1979.  | 2   | 0 дана                         |
| 1,98  | Андреа Матаи       | Мађарска         | Будимпешта, Мађарска            | 17. фебруар 1979.  | 3   | 2 године, 11 месеци и 6 дана   |
| 1,99  | Деби Брил          | Канада           | Едмонтон, Канада                | 23. јануар 1982.   | 1   | 21 дан                         |
| 2,00  | Колин Самер        | Сједињене Државе | Отава, Канада                   | 13. фебруар 1982.  | 1   | 1 година и 21 дан              |
| 2,00  | Тамара Бикова      | Совјетски Савез  | Будимпешта, Мађарска            | 6. март 1983.      | 1   | 1 година и 21 дан              |
| 2,02  | Тамара Бикова      | Совјетски Савез  | Будимпешта, Мађарска            | 6. март 1983.      | 2   | 0 дана                         |
| 2,03  | Тамара Бикова      | Совјетски Савез  | Будимпешта, Мађарска            | 6. март 1983.      | 3   | 3 године, 10 месеци и 25 дана  |
| 2,04  | Стефка Костадинова | Бугарска         | Ђенова, Италија                 | 31. јануар 1987.   | 1   | 1 месец и 8 дана               |
| 2,05  | Стефка Костадинова | Бугарска         | Индијанаполис, САД              | 8. март 1987.      | 2   | 11 месеци и 12 дана            |
| 2,06  | Стефка Костадинова | Бугарска         | Пиреј, Грчка                    | 20. фебруар 1988.  | 3   | 3 године, 11 месеци и 19 дана  |
| 2,07  | Хајке Хенкел       | Немачка          | Карлсруе, Немачка               | 8. фебруар 1992.   | 1   | 13 година, 11 месеци и 27 дана |
| 2,08  | Кајса Бергквист    | Шведска          | Арнштат, Немачка                | 4. фебруар 2006.   | 1   | 19 година и 111 дана           |